# بل أبزا جلالة (سادات محمودي)
بل أبزا جلالة (بالفارسية: پل ابزا جلاله) هي قرية تقع في إيران في قسم سادات محمودي الريفي. يقدر عدد سكانها بـ 292 نسمة .